# كونغرس بنما

دول كونغرس بنما، 1826

كونغرس بنما كان عبارة عن مؤتمر نظمه سيمون بوليفار في عام 1826 بهدف الجمع بين جمهوريات أمريكا اللاتينية الجديدة لوضع سياسة موحدة تجاه البلد الأم إسبانيا. عقد الكونغرس في مدينة بنما في الفترة من 22 يونيو إلى 15 يوليو، واقترح إنشاء رابطة من الجمهوريات الأمريكية، مع جيش مشترك، واتفاق دفاع مشترك، ومجلس برلماني فوق وطني.
وحضره ممثلو كولومبيا الكبرى (التي تضم الدول الحديثة لكولومبيا والإكوادور وبنما وفنزويلا) وبيرو والمقاطعات المتحدة لأمريكا الوسطى (غواتيمالا والسلفادور وهندوراس ونيكاراغوا وكوستاريكا) والمكسيك. رفضت شيلي ومقاطعات أمريكا الجنوبية المتحدة (الأرجنتين) الحضور، بسبب عدم الثقة في التأثير الهائل لبوليفار. لم ترسل إمبراطورية البرازيل مندوبين، لأنها توقعت استقبالًا عدائيًا من جيرانها من أصل إسباني بسبب حربها المستمرة مع الأرجنتين حول أوروغواي الحديثة. لم تتم دعوة باراغواي الانعزالية (التي رفضت المندوبين السابقين من بوليفار).
تمت المصادقة على المعاهدة التي تحمل عنوان «معاهدة الاتحاد» التي انبثقت عن المؤتمر في نهاية المطاف فقط من قبل كولومبيا الكبرى، وسرعان ما تلاشى حلم بوليفار بشكل لا رجعة فيه مع الحرب الأهلية في الدولة، وتفكك أمريكا الوسطى، وظهور القومية. كان لكونجرس بنما أيضًا تداعيات سياسية في الولايات المتحدة. أراد الرئيس جون كوينسي آدامز ووزير الخارجية هنري كلاي أن تحضر الولايات المتحدة المؤتمر، نظرًا لأن أمريكا اللاتينية قد حظرت العبودية في الغالب، فقد أوقف السياسيون من جنوب الولايات المتحدة المهمة من خلال عدم الموافقة على الأموال أو تأكيد المندوبين. على الرغم من مغادرتهم في نهاية المطاف، توفي أحد المندوبين الأمريكيين، ريتشارد كلوف أندرسون جونيور، وهو في طريقه إلى بنما. والآخر، جون سيرجنت، وصل فقط بعد أن اختتم الكونجرس مناقشاته. وهكذا تمكنت بريطانيا العظمى، التي حضرت بصفة مراقب فقط، من الحصول على العديد من الصفقات التجارية الجيدة مع دول أمريكا اللاتينية.

## فهرس
- رضا، جيرمان أ. «هل دُعيت فرنسا إلى المؤتمر البرمائي في بنما عام 1826؟ دليل على هوامش جدل دولي». التاريخ النقدي 72 (2019): 27-44. عبر الانترنت
- ساندرز، رالف. «رد فعل الكونجرس في الولايات المتحدة على كونغرس بنما لعام 1826.» الأمريكتان (1954): 141-154. عبر الانترنت
- Germán A. de la Reza، El Congreso de Panamá de 1826 y otros ensayos de Integración en el siglo XIX. Estudio y fuentes documents anotadas ، UAM-Eon، México، 2006.(ردمك 970-31-0656-0) .

## روابط خارجية
- كونغرس بنما مذكرات سيمون بوليفار